# مولتكس
مولتكس (بالإنجليزية: Multics) (اختصار لـ خدمات الحوسبة وتضميم المعلومات: Multiplexed Information and Computing Service) هو نظام تشغيل يعمل بنظام المشاركة الزمنية على الحواسيب الكبيرة. بدء في عام 1965 واستخدم حتى عام 2000. بدأ نظام مولتكس كمشروع مشترك بين ثلاثة هم معهد ماساتشوستس للتقنية، معامل بيل، وجنرال إلكتريك. قاد البرفسور فرناندو كورباتو من معهد ماساتشوستس للتقنية المشروع. في عام 1969 انسحبت مختبرات بيل من المشروع، وتبعتها جنرال الكتريك ببيع حصتها إلى هانيويل التي عرضت مولتكس كمنتج تجاري وباعت بضع عشرات من النظام.

## مقدمة ونظرة عامة على نظام مولتكس
مولتكس هو نظام شامل، للأغراض البرمجية العامة، بدء تطويره كمشروع بحثي. ليتم تطبيقه لأول مرة على حاسوب GE 645 من جنرال الكتريك. من أحد الأهداف العامة لتصميمه هو إنشاء نظام حوسبة قادر على تلبية ما يقرب من جميع متطلبات الحاضر والمستقبل القريب، لمنفعة الحواسيب الكبيرة. مثل هذه النظم ينبغي ان تعمل بشكل مستمر وموثوق 7 أيام في الأسبوع، 24 ساعة في اليوم بطريقة مشابهة لأنظمة الهاتف أو الطاقة، ويجب أن تكون قادرة على تلبية طلبات واسعة النطاق على الخدمات؛ من التفاعل المتعدد بين الإنسان والآلة لمعالجة متسلسلة لوظائف يقوم بها مستخدمين غائبين عن الجهاز حاليا.

## أفكار جديدة
تقوم Multics بتنفيذ مخزن ذو مستوى واحد للوصول إلى البيانات، مع تجاهل التمييز الواضح بين ملف s (تسمى "مقاطع" في Multics) و "عملية الذاكرة. تتكون ذاكرة العملية فقط من الأجزاء التي تم تعيينها في مساحة العنوان. للقراءة أو الكتابة إليهم، تستخدم العملية ببساطة التعليمات العادية وحدة المعالجة المركزية (وحدة المعالجة المركزية)، ويهتم نظام التشغيل بالتأكد من حفظ جميع التعديلات في القرص. في مصطلحات بوزيكس، يبدو الأمر كما لو أن كل ملف كان ومع ذلك، لا يوجد في Multics مفهوم "ذاكرة المعالجة"، منفصلة عن الذاكرة المستخدمة للاحتفاظ بالملفات المعينة، مثل يونكس. ذاكرة "الكل" في النظام هي جزء من مقطع "بعض"، والذي يظهر في نظام الملفات؛ يتضمن ذلك ذاكرة التسويد المؤقتة للعملية، ومكدس النواة الخاص بها، وما إلى ذلك.
كان أحد عيوب ذلك هو أن حجم المقاطع كان محدودًا بـ 256 كيلو متر، أي ما يزيد قليلاً عن 1 & nbsp؛ بايت. كان هذا بسبب بنية الأجهزة الخاصة بالأجهزة التي تعمل عليها Multics ، والتي لها حجم كلمة 36 بت وسجلات فهرس (تُستخدم لمعالجة الأجزاء) من نصف هذا الحجم (18 بت). كان لابد من استخدام كود إضافي للعمل على ملفات أكبر من ذلك، تسمى ملفات متعددة الأجزاء. في الأيام التي كان فيها الميغابايت من الذاكرة باهظ التكلفة، وقبل قواعد البيانات الكبيرة والرسومات الضخمة في وقت لاحق bitmap ، نادرًا ما تم العثور على هذا الحد.
كانت الفكرة الرئيسية الأخرى لـ Multics هي الارتباط الديناميكي، حيث يمكن لعملية جارية أن تطلب إضافة أجزاء أخرى إلى مساحة العنوان الخاصة بها، وهي المقاطع التي يمكن أن تحتوي على تعليمات برمجية يمكن تنفيذها بعد ذلك. سمح ذلك للتطبيقات باستخدام أحدث إصدار تلقائيًا من أي روتين خارجي يطلقون عليه، حيث تم الاحتفاظ بهذه الإجراءات في مقاطع أخرى، والتي تم ربطها ديناميكيًا فقط عندما حاولت إحدى العمليات بدء التنفيذ فيها لأول مرة. نظرًا لأن العمليات المختلفة يمكن أن تستخدم قواعد بحث مختلفة، فقد ينتهي الأمر بمستخدمين مختلفين باستخدام إصدارات مختلفة من الإجراءات الخارجية تلقائيًا. بنفس القدر من الأهمية، مع الإعدادات المناسبة على مرافق أمان Multics ، يمكن للرمز الموجود في المقطع الآخر الوصول إلى هياكل البيانات المحفوظة في عملية مختلفة.
وبالتالي، للتفاعل مع تطبيق يتم تشغيله جزئيًا باعتباره خفي (في عملية أخرى)، نفذت عملية المستخدم ببساطة تعليمات استدعاء إجراء عادية إلى رمز المقطع الذي تم ربطه ديناميكيًا (مقطع رمز نفذ بعض العمليات المرتبطة بالبرنامج الخفي). يمكن للرمز الموجود في هذا المقطع تعديل البيانات المحفوظة والمستخدمة في البرنامج الخفي. عند اكتمال الإجراء اللازم لبدء الطلب، أعاد إجراء بسيط تعليمة إرجاع التحكم في عملية المستخدم إلى كود المستخدم.

## أهداف
كان هناك تسعة أهداف رئيسية لـ مولتكس:
- استخدام المحطات الطرفية عن بعد بشكل مريح.
- مجموعة واسعة من تكوينات النظام، بدون نظام متغير أو إعادة تنظيم برمجية المستخدم.
- التشغيل باستمرار بشكل مشابه لأنظمة الطاقة والهاتف.
- نظام ملفات داخلي موثوق جدا.
- دعم مشاركة المعلومات الانتقائية.
- ترتيب المعلومات بطريقة هرمية لإدارة النظام، وتحقيق اللامركزية في أنشطة المستخدم.
- دعم مجموعة واسعة من التطبيقات
- دعم بيئات برمجية عدة، وواجهات (واجهات ليتم التواصل من خلالها بين الإنسان والحاسوب)
- القدرة على تطوير النظام لمواكبة التكنلوجيا وتطلعات المستخدم.

## مزايا
- تعدد المهام (multi-tasking)

كان جهاز الحاسوب قديما، لا يستطيع إجراء أكثر من مهمّة في وقت واحد. حتى ولو كانت هذه المهمة 1+1 فالحاسوب لايستطيع إجراء مهمة أخرى معها في نفس الوقت، نظام مولتكس وضع الخطواة الأولى لتقنية تعدد المهام ولو بشكل بسيط على ما نراه اليوم
- تعدد المستخدمين (multi-user)

أصبح يمكن لأكثر من شخص استخدام جهاز الحاسوب بكل استقلالية ونقصد بتعدد المستخدمين انّ كل مستخدم يستطيع إنشاء حساب خاص به متضمنا بذلك ملفاته الخاصة وخصائصه التي يريدها
تعطيه الاسم الذي تختار وتعدّل الخلفية والألوان التي ترغب فيها تضع خصائص الملفات التي تناسبك... وهكذا فلو أراد شخص آخر استعمال جهازك لن يضطر للستعمال خصائصك بل ينشئ هو الآخر حساب خاص به وهكذا يصبح لدى الحاسوب قابلية التعامل مع أكثر من شخص وأكثر من خاصية مختلفة.
- التفاعل مع المستخدم بواسطة واجهة (user interaction)

تعتبر هذه الميزة من أفضل مميزات هذا النظام البدائي. كما ان لها الفضل الكبير في تطور الأنظمة الحديثة بحيث يمكن لمستخدم الحاسوب التعامل معه بواسطة واجهة (سطر أوامر) command line بدلا من التعامل معه بواسطة النظام الثّنائي أو لغة الآلة. ومع الوقت تطورة هذه الواجهة إلى ان أصبحت واجهة رسومية كالتي نشاهدها اليوم
- إدارة الملفات (file managment)

كان نظام مولتكس يحتوي على خاصية جديدة تمكن المستخدم من إدارة الملفات (إنشاء، تسمية، حذف، تغير الاسم...الخ) وبمستويات متعددّة ونقصد بتعدد المستويات ان النظام يفّرق بين مختلف الملفات حسب درجة الأمان والصّلاحيات المعطية للملف، وكان الخبراء في ذلك الوقت يركزون على أمن الملفات السرية. والتي تعتبر من بين أهم الأهداف التي سطّرت لهذا النظام

## يونكس
من بين الباحثين الذين كانوا يعملون على نظام مولتكس الباحثين كين تومسون ودينيس ريتشي، وحتى مخبرات بيل قد تخلوا عن تطوير نظام مولتكس في عام 1969.قام كين بتطوير لعبة اسمها «السفر عبر الزمن» ولكن كانت هذه اللّعبة بطيئة جدا ومرتفعة التكلفة، كما انها لا تستطيع العمل على الأجهزة الصغيرة اعاد كين كتابة اللعبة بالتعاون مع دينيس ريتشي. واستطاع الرجلان من تشغيل هذه اللعبة على أجهزة صغيرة نسبيا من نوع DEC PDP-7.
اشتهر نظام يونكس في الأوساط العلمية في أمريكا ومما زاده شهرتا طلب تقدمت به «مجموعة أبحاث الكومبيوتر» بتشغيل نظام يونكس على جهاز أكبر من جهاز PDP-7 فقام كين ودينيس ريتشي بتزويد نظام يونكس ببرنامج تعديل نصوص وتهيئته كليّا ليعمل على جهاز (PDP-11) الكبير.
بعد الخبرة التي اكتسبها كين من برمجة لعبته الخاصة وبعد نجاحه في تشغيلها على أجهزة صغيرة راودت كين فكرة إعادة كتابة نظام تشغيل شبيه بنظام مولتكس مستفيدا بذلك من الخبرة التي عاشها مع هذا النظام وبدء كين في تجسيد هذه الفكرة متفاديا الوقوع في الأخطاء التي حدثت مع نظام مولتكس.
شكّل كين نواة النظام اولا وكانت هذه النظام تحمل نفس ميزات نظام مولتكس (تعدد المهام، تعدد المستخدمين، تسيير الملفات..الخ) ولكن بطريقة محكمة. وأخيرا قام بالإضافة لهذا النظام مترجم سطر اوامر (command line) حتى يتمكن المستخدم من التعامل مع النظام بواسطة اوامر بسيطة نسبيا واطلق على هذا النظام اسم Unics والذي أصبح فيما بعد يونكس.

## GCOS 6
Honeywell Level 6, هو نظام تشغيل للحواسيب الضغيرة. كان هناك ثلاثة نسخ من نظام التشغيل هذا، والنسخة "MOD600" قد تاثرت بنظام مولتكس.

## VOS
نظام التشغيل ستراتوس، اثر عليه مولتكس كثيرا. وكان (Bob Freiburghouse) المدير السابق للغات في مولتكس، هو أحد مؤسسي ستراتوس.
وكان هناك العديد من الأنظمة التي تاثرت بـ مولتكس ومنها (Amber, NTT DIPS, Apollo Domain, Primos, GEMSOS)

## وصلات خارجية
- صفحة مولتكس الرئيسية